# Anisaspoides
Anisaspoides és un gènere d'aranyes migalomorfes de la família dels paratropídids (Paratropididae). Fou descrita per primer cop per F. O. Pickard-Cambridge el 1896. És endèmica del Brasil.
L'any 2017, el World Spider Catalog reconeixia només una espècie, Anisaspoides gigantea.